# Forts i castells de les regions de Volta, d'Accra, Central i Occidental
Els forts i castells de les regions de Volta, de Gran Accra, Central, i Occidental són les fortificacions i llocs avançats construïts pels europeus (principalment portuguesos, holandesos i britànics) al llarg de la Costa d'Or (actual Ghana) durant el període colonial. Estan inscrits a la llista del Patrimoni de la Humanitat de la UNESCO des del 1979.
Estan localitzats a la costa de Ghana, a les regions de Volta, Gran Accra, Ghana Central i Ghana Occidental, entre Keta i Beyin. Formen una llarga successió de forts i castells construïts entre 1482 i 1786. Són el llegat de les rutes comercials que els portuguesos van crear arreu del món en l'època dels grans descobriments marítims.

## Llista dels castells inclosos
Els onze castells i fortificacions incloses són:
- Castell d'Elmina, Elmina
- Fort Santo Antonio, Axim
- English Fort (Fort Vredenburgh), Komenda
- Fort Metal Cross, Dixcove
- Fort San Sebastian, Shama
- Fort Batenstein,[2] Butri
- Fort Coenraadsburg, Elmina
- Fort Amsterdam, Abandze
- Fort Lijdzaamheid ('Patience'), Apam
- Cape Coast Castle, Cape Coast
- Fort Good Hope (Fort Goede Hoop), Senya Beraku